# Difenilacetileno
El difenilacetileno es el compuesto químico de fórmula molecular C6H5C≡CC6H5.  La molécula consiste de grupos fenilos unidos como sustituyentes a los extremos del acetileno. Es un material incoloro y cristalino que es ampliamente usado en la síntesis de compuestos orgánicos y como ligando en la síntesis de compuestos organometálicos.

## Preparación
Existen varias formas de preparar este compuesto::
- El bencilo es condensado con hidrazina para dar la bishidrazona, la cual es oxidada con óxido de mercurio.[2]
- El estilbeno es bromado y luego deshidrohalogenado,[3] pero el producto obtenido puede estar contaminado con estilbeno, que es difícil de eliminar.[2]
- Acoplamiento de Castro-Stephens: Este método comienza con el iodobenceno y sales de cobre del fenilacetileno

## Derivados interesantes
- La reacción del Ph2C2 con ciclopentadienona tetrafenil sustituida resulta en la formación del hexafenilbenceno.[4]
- La reacción del Ph2C2 con cloruro de bencilideno en presencia de t-butóxido de potasio, da el 3-alcoxiciclopropeno que se convierte en el ion ciclopropeniato.[5]